# Hardausee
Der Hardausee ist eine Talsperre nördlich von Hösseringen im Suderburger Land. Der Staudamm ist 1971 errichtet worden und staut die Hardau, die für einen intensiven Wasseraustausch und damit auch für kühles Wasser von guter Qualität im Stauraum sorgt. Zweck und Nutzung sind ausschließlich Freizeitnutzungen wie Angeln, Baden und im Winter auch Eissport. Mit einem Sandstrand und einem Kiosk lockt der Stausee jährlich viele Besucher. Westlich des Hardausees befindet sich ein Campingplatz.